# Chiropodomys muroides
Chiropodomys muroides — вид деревних гризунів родини Muridae. Це ендемік Борнео, де він відомий з Гунунг-Кінабалу (Сабах, Малайзія) і з Лонг-Петака на півночі Калімантану (Індонезія). Ймовірно, він має ширше поширення, ніж зараз задокументовано. Його природне середовище проживання — гірські тропічні ліси. Йому загрожує втрата середовища проживання. 

## Морфологічні особливості
З довжиною голови й тулуба від 66 до 88 мм і довжиною хвоста від 85 до 91 мм цей вид є найменшим представником роду. Задні лапи завдовжки від 15 до 17 мм і вуха від 14 до 19 мм. Інформація про вагу відсутня. Голова і тулуб зверху вкриті світло-коричневим або оранжево-коричневим хутром, а знизу — сіре хутро, іноді з коричневим відтінком. Кордон між кольорами досить чіткий, але немає роздільної світло-коричневої лінії, якою володіють інші представники роду. На добре запушеному бурому хвості волоски довжиною ≈ 6 мм утворюють китицю на кінчику хвоста. На коротких і широких лапах великий палець оснащений нігтем, а інші пальці мають злегка загнуті кігті. На відміну від інших Chiropodomys, які мають помаранчеву емаль на різцях, вид має світло-жовту емаль. Вуха вкриті тонкими, майже непомітними волосками, очі великі, а вібриси вузькі.

## Спосіб життя
Це деревний вид.